# كايسفيل
كايسفيل (يوتا) (بالإنجليزية: Kaysville, Utah)‏ هي مدينة تقع في الولايات المتحدة في مقاطعة دافيز. يقدر عدد سكانها بـ 28,283 نسمة ومساحتها 26.1 كم2 وترتفع عن سطح البحر 1,328 متر.

## التركيبة السكانية
حدّد مكتب تعداد الولايات المتحدة بيانات التركيبة السكانية لكايسفيل في تعداد الولايات المتحدة. في ما يلي، التركيبة السكانية حسب تعدادي 2000 و2010.

### تعداد عام 2000
بلغ عدد سكان كايسفيل 20,351 نسمة بحسب تعداد عام 2000، وبلغ عدد الأسر 5,496 أسرة وعدد العائلات 4,813 عائلة مقيمة في المدينة. في حين سجلت الكثافة السكانية 745.2 نسمة لكل كيلومتر مربع (1,930.1/ميل2). وبلغ عدد الوحدات السكنية 5,638 وحدة بمتوسط كثافة قدره 206.4 لكل كيلومتر مربع (534.6/ميل2).
وتوزع التركيب العرقي للمدينة بنسبة 96.57% من البيض و0.31% من الأمريكيين الأفارقة و0.28% من الأمريكيين الأصليين و0.66% من الأمريكيين ذوي الأصول الآسيوية و0.18% من سكان جزر المحيط الهادئ و0.90% من الأعراق الأخرى و1.10% من عرقين مختلطين أو أكثر و2.98% من الهسبانيون أو اللاتينيون من أي عرق.
بلغ عدد الأسر 5,496 أسرة كانت نسبة 60% منها لديها أطفال تحت سن الثامنة عشر تعيش معهم، وبلغت نسبة الأزواج القاطنين مع بعضهم البعض 77.6% من أصل المجموع الكلي للأسر، ونسبة 8% من الأسر كان لديها معيلات من الإناث دون وجود شريك،  بينما كانت نسبة 2% من الأسر لديها معيلون من الذكور دون وجود شريكة وكانت نسبة 12.4% من غير العائلات. تألفت نسبة 11.1% من أصل جميع الأسر من عدة أفراد يعيشون في نفس المنزل ونسبة 5.8% كانت تتألف من شخص يعيش بمفرده يبلغ من العمر 65 عاماً أو أكثر. وبلغ متوسط حجم الأسرة المعيشية 3.69، أما متوسط حجم العائلات فبلغ 4.02.
بلغ العمر الوسطي للسكان 24.8 عاماً. وكانت نسبة 40.6% من القاطنين تحت سن الثامنة عشر، وكانت نسبة 9.7% بين الثامنة عشر والرابعة والعشرين عاماً، ونسبة 27.2% كانت واقعةً في الفئة العمرية ما بين الخامسة والعشرين والرابعة والأربعين عاماً، ونسبة 15.7% كانت ما بين الخامسة والأربعين والرابعة والستين، ونسبة 6.6% كانت ضمن فئة الخامسة والستين عاماً فما فوق. يوجد لكل 100 أنثى 99.3 ذكر، ويوجد لكل 100 أنثى في الثامنة عشر من عمرها فما فوق 92.9 ذكر.
بلغ متوسط دخل الأسرة في المدينة 60,383 دولارًا، أما متوسط دخل العائلة فبلغ 64,818 دولارًا. وكان متوسط دخل الذكور 50,414 دولارًا مقابل 27,653 دولارًا للإناث. وسجل دخل الفرد الخاص بالمدينة 17,652 دولارًا. وكانت نسبة 4.2% من العائلات ونسبة 4.7% من السكان تحت خط الفقر، وكان من هؤلاء نسبة 5.6% تحت سن الثامنة عشر ونسبة 6.8% في الخامسة والستين من العمر وما فوق.

### تعداد عام 2010
بلغ عدد سكان كايسفيل 27,300 نسمة بحسب تعداد عام 2010، وبلغ عدد الأسر 7,524 أسرة وعدد العائلات 6,534 عائلة مقيمة في المدينة. في حين سجلت الكثافة السكانية 999.6 نسمة لكل كيلومتر مربع (2,589.0/ميل2). وبلغ عدد الوحدات السكنية 7,700 وحدة بمتوسط كثافة قدره 281.9 لكل كيلومتر مربع (730.1/ميل2).
وتوزع التركيب العرقي للمدينة بنسبة 95.22% من البيض و0.48% من الأمريكيين الأفارقة و0.32% من الأمريكيين الأصليين و0.81% من الأمريكيين ذوي الأصول الآسيوية و0.19% من سكان جزر المحيط الهادئ و1.27% من الأعراق الأخرى و1.70% من عرقين مختلطين أو أكثر و4.49% من الهسبانيون أو اللاتينيون من أي عرق.
بلغ عدد الأسر 7,524 أسرة كانت نسبة 55.8% منها لديها أطفال تحت سن الثامنة عشر تعيش معهم، وبلغت نسبة الأزواج القاطنين مع بعضهم البعض 77% من أصل المجموع الكلي للأسر، ونسبة 7.5% من الأسر كان لديها معيلات من الإناث دون وجود شريك،  بينما كانت نسبة 2.3% من الأسر لديها معيلون من الذكور دون وجود شريكة وكانت نسبة 13.2% من غير العائلات. تألفت نسبة 11.7% من أصل جميع الأسر من عدة أفراد يعيشون في نفس المنزل ونسبة 5.5% كانت تتألف من شخص يعيش بمفرده يبلغ من العمر 65 عاماً أو أكثر. وبلغ متوسط حجم الأسرة المعيشية 3.63، أما متوسط حجم العائلات فبلغ 3.96.
بلغ العمر الوسطي للسكان 27.6 عاماً. وكانت نسبة 39.3% من القاطنين تحت سن الثامنة عشر، وكانت نسبة 8% بين الثامنة عشر والرابعة والعشرين عاماً، ونسبة 25.4% كانت واقعةً في الفئة العمرية ما بين الخامسة والعشرين والرابعة والأربعين عاماً، ونسبة 20% كانت ما بين الخامسة والأربعين والرابعة والستين، ونسبة 7.2% كانت ضمن فئة الخامسة والستين عاماً فما فوق. وتوزع التركيب الجنسي للسكان بنسبة 50.1% ذكور و49.9% إناث.

## أعلام
- هنري هوبر بلود
- روب بيشوب
- جون تايلور
- ماثيو سيمونز